# 양산 통도사 영산회상탱
양산 통도사 영산회상탱(梁山 通度寺 靈山會上幀)은 대한민국 통도사성보박물관에 있는 조선시대의 불화이다. 2002년 10월 19일 대한민국의 보물 제1353호로 지정되었다.

## 개요
탱화란 액자나 족자형태로 만들어 법당에 걸 수 있게 만든 불교그림을 말하는데, 통도사영산회상탱은 석가가 영취산에서 설법하는 장면을 묘사한 영산회상을 그렸다. 석가모니불을 중심으로 문수·보현보살, 10대 제자, 제석·범천, 사천왕, 팔부신중 등의 무리가 석가모니불을 에워싸고 있는 모습이다. 석가불은 높다란 수미단(須彌壇) 위의 연꽃무늬가 새겨진 대좌에 앉아 있으며, 등 뒤에는 커다란 키 모양의 광배가 있다. 얼굴은 둥글고 이목구비는 단정하며 굵은 목에는 세 개의 줄인 삼도(三道)가 뚜렷하다. 손모양은 악귀를 누르는 항마촉지인의 손모양을 하고 있다.
오른쪽 어깨가 드러난 법의는 적색 위주로 전면에 걸쳐 원무늬와 함께 잔잔한 꽃무늬가 장식되어, 기타 인물들의 무늬와 더불어 화려하면서도 온화한 느낌을 준다.
이 영산회상탱은 그림의 내력을 적어 놓은 기록에 의하면, 조선 영조 10년(1734)에 임한(任閑)의 지휘아래 민휘(敏輝)·순백(舜白)·포근(抱根) 등이 참여하여 제작되었음을 알 수 있다.
묘선이 뛰어나고 선명한 색채의 사용과 잔잔한 무늬를 채용함으로써 명랑한 부위기와 함께 부드러움을 제공해 주는 불화로, 18세기 전반기 불화의 흐름, 특히 임한(任閑)이 주도한 불화의 경향파악에 중요한 자료로 평가된다.

## 같이 보기
- 통도사

## 참고 자료
- 양산 통도사 영산회상탱 - 국가유산청 국가유산포털